# Simi Singh
Simranjit "Simi" Singh (4 de febrero de 1987) es un jugador de críquet indio-irlandés.

## Carrera internacional
En mayo de 2017, fue nombrado en el equipo de Irlanda One Day International (ODI) para su torneo de tres series con Bangladés y Nueva Zelanda.
En enero de 2021, contra los Emiratos Árabes Unidos, Singh realizó su primer recorrido de cinco terrenos en el cricket ODI, con cinco terrenos para diez carreras de sus diez overs.